# Юсупов, Тимур Таухатович
Тимур Таухатович Юсупов (баш. Тимур Тәүхәт улы Йосопов; 18 июля 1980, Уфа, Республика Башкортостан, РСФСР, СССР) — российский спортсмен, мастер спорта России международного класса по кикбоксингу (1995), чемпион Азии и Европы, многократный победитель и призёр международных турниров, член сборной команды России (1993–1999).

## Биография
Юсупов Тимур Таухатович родился 21 сентября 1973 года в городе Уфа Республики Башкортостан.
Окончил Уральскую академию физической культуры (1999).  
Занимался кикбоксингом в спортивных клубах «Кэмпо» (тренер — М.М. Габдрахимов) и УГАТУ (тренеры — Р.С. Саяпов и В.Д. Чистонов).

## Достижения и звания
- Чемпион Азии по кикбоксингу (1993)
- Чемпион России по кикбоксингу (1994–1996)
- Обладатель Кубка Европы по кикбоксингу (1996)
- Обладатель Кубка мира по кикбоксингу (1999)
- Обладатель Кубка России по кикбоксингу (1998–1999)
- Серебряный призёр открытого чемпионата Финляндии по кикбоксингу (1998)
- Бронзовый призёр чемпионата мира по кикбоксингу (1995)
- Бронзовый призёр чемпионатов Европы по кикбоксингу (1994, 1996)
- Бронзовый призёр Кубка Европы по кикбоксингу (1998)
- Чемпион Европы среди профессионалов по кикбоксингу (1999)
- Чемпион Европы по савату (2000)
- Чемпион России по савату (2001–2002)
- Серебряный призёр чемпионата России по савату (2000)
- Награждён званием «Выдающийся спортсмен Республики Башкортостан» (1994)